# Нове Атлашево
Нове Атла́шево (рос. Новое Атлашево, чув. Çĕнĕ Тутаркасси) — селище у складі Чебоксарського району Чувашії, Росія. Адміністративний центр Атлашевського сільського поселення.
Населення — 3427 осіб (2010; 3549 у 2002).
Національний склад:
- чуваші — 88 %